# David Pope
David Pope ( Newport News, Virginia; 15 de abril de 1962-Hampton, Virginia; 21 de octubre de 2016) fue un exjugador de baloncesto estadounidense que jugó dos temporadas en la NBA. Con 2,01 metros de estatura, jugaba en la posición de alero.

## Trayectoria deportiva

### Universidad
Jugó durante cuatro temporadas con los Spartans de la Universidad Estatal de Norfolk, promediando en total 20,3 puntos y 10,3 rebotes por partido. Figura como décimo máximo anotador de la historia del estado de Virginia, con 2.339 puntos conseguidos.

### Profesional
Fue elegido en la sexagésima posición del Draft de la NBA de 1984 por Utah Jazz, pero fue despedido antes del comienzo de la competición, fichando en el mes de diciembre como agente libre por los Kansas City Kings. Allí disputó 22 partidos, en los que promedió 1,9 puntos.
Tras ser despedido al término de la temporada, al año siguiente firmó un contrato por diez días con los Seattle SuperSonics, que le fue ampliado hasta el término de la misma, jugando 11 partidos en los que promedió 1,9 puntos y 1,0 rebotes.

## Estadísticas de su carrera en la NBA

### Temporada regular
| Temporada | Edad | Equipo              | Liga | P  | TIT | MIN | TC  | TCA | %TC  | 3P  | 3PA | %3P   | TL  | TLA | %TL  | R.OF. | R.DEF. | REB | ASIS | ROB | TAP | PER | FP  | PTS |
| 1984-85   | 22   | Kansas City Kings   | NBA  | 22 | 0   | 5.9 | 0.8 | 2.4 | .321 | 0.0 | 0.0 | .000  | 0.3 | 0.6 | .538 | 0.4   | 0.4    | 0.8 | 0.2  | 0.1 | 0.1 | 0.3 | 1.4 | 1.9 |
| 1985-86   | 23   | Seattle SuperSonics | NBA  | 11 | 0   | 6.7 | 0.8 | 1.8 | .450 | 0.1 | 0.1 | 1.000 | 0.2 | 0.4 | .500 | 0.5   | 0.5    | 1.0 | 0.4  | 0.2 | 0.1 | 0.2 | 1.0 | 1.9 |
| Total     |      |                     | NBA  | 33 | 0   | 6.2 | 0.8 | 2.2 | .356 | 0.0 | 0.1 | .500  | 0.3 | 0.5 | .529 | 0.5   | 0.4    | 0.9 | 0.3  | 0.2 | 0.1 | 0.3 | 1.2 | 1.9 |